# Flexograf
Flexograf ist die Berufsbezeichnung eines Stempelmachers.
Vom altbewährten Stempel aus Holz und dem modernen Namens- und Adressstempel mit integriertem Stempelkissen (Selbstfärber) für Behörden oder Firmen bis zum Motivstempel mit Schmuckrand für die Gestaltung einer Einladungskarte, vom Fahrkartenentwerter bis zur Stempeluhr stellt ein Flexograf Stempel in allen möglichen Formen her. Auch Flexodruckplatten für mehrfarbige Drucksachen, wie Verpackungen, werden von ihm nach Kundenvorlage angefertigt. Längst zählen zum Spektrum des Flexografen auch die Gestaltung von Schildern, Gravuren sowie gestalterische Arbeiten der Druckvorstufe.
Flexografen arbeiten in Stempelfabriken und flexografischen Werkstätten sowie in Handwerksbetrieben der Stempel- und Flexodruckplattenfertigung. Darüber hinaus sind Flexografen auch in Verpackungsdruckereien beschäftigt.

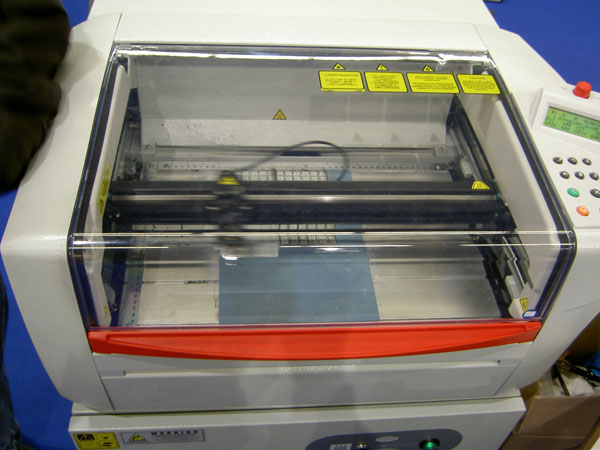
Lasergravuranlage

Die Produkte des Flexografen sind sehr vielfältig: vom Abroll- und Taschenstempel, Rund- und Ovalstempel bis zum Fingerstempel. Der Flexograf setzt dabei folgende Technik ein: Satz und Gestaltung der Vorlage erfolgen am Computer-Arbeitsplatz. Abhängig vom gewählten Stempelmaterial werden danach unterschiedliche Produktionswege beschritten, wie das Auswaschverfahren fotopolymerer Stempelplatten oder die Lasergravur des Rohgummis.
1968 wurde erstmals das Berufsbild des Flexografen nach Handwerksordnung im Bundesgesetzblatt veröffentlicht und somit in Kraft gesetzt. In der Industrie wurde noch bis 1997 die Berufsbezeichnung „Stempelmacher“ geführt. Seit der Überarbeitung des Berufsbildes 1997 gilt die Berufsbezeichnung Flexograf gleichermaßen in Industrie und Handwerk. 
Im Jahr 2010 wurden die Ausbildungsinhalte erneut überarbeitet. Der Ausbildungsberuf stand bis 1. August 2011 unter der Bezeichnung Mediengestalter Flexografie zur Verfügung.